# Meteorito El Chaco
El meteorito Chaco o El Chaco, es el segundo fragmento más grande conocido de una lluvia de meteoros caída hace más de 4.000 años y que fue extraído de la zona de Campo del Cielo, en el municipio de Gancedo, en la Provincia del Chaco (Argentina). Hasta el momento del descubrimiento de su homólogo y vecino meteorito Gancedo, fue considerado como el meteorito más grande de América y el segundo más grande del mundo. Debe su nombre a la provincia en cuyo territorio fuera hallado el meteorito.
Los cálculos de carbono 14 sitúan la caída entre los años 1080 y 191 a. C Su cráter fue descubierto en 1969 por Raúl Gómez, un habitante de la zona.
La excavación fue dirigida hasta 1980 por William Cassidy, un astrónomo de la NASA que desde el año 1962 realiza investigaciones en el lugar. En 1980 La Fuerza Aérea Argentina desentierra e iza fuera del cráter al gran meteorito. Con un peso aproximado e 28.840 kilos es el tercer meteorito de mayor masa que se conoce, luego del Gancedo y el Hoba, en Namibia.

## Historia
La historia del descubrimiento del Meteorito Chaco se remonta a los primeros años de la década de 1960, cuando un lugareño llamado Raúl Gómez, nacido en 1943 en la localidad de Las Breñas, se encontraba en el monte cazando iguanas. Fue entonces que en una de esas cacerías, llevadas a cabo en una zona conocida como "Paraje La Tota", descubrió una extraña depresión en el terreno que llamó su atención, al punto tal de convertirse simplemente en un elemento más para su anecdotario.
Lo que no sabía Gómez en ese momento, era que a unos kilómetros de ese sitio comenzaba a instalarse un equipo de científicos y arqueólogos, encabezados por William Cassidy y apoyados por organismos como la NASA, la Universidad de Columbia o la Armada Argentina.
Valiéndose del testimonio de lugareños, Cassidy comenzó una expedición por el monte chaqueño, en el que fue ubicando distintos cráteres a los que iba denominando con un número y con el nombre del lugareño que avistó ese agujero. Fue así que el expedicionario terminó escuchando por parte de terceros, la anécdota de Raúl Gómez, quien ya no se encontraba en el Paraje La Tota, pero que por pedido de Cassidy fue ubicado y nuevamente traído al lugar para conocer su experiencia. Gómez relató todo lo que vivió y ayudó a la expedición a dar con el hoyo, que finalmente fue bautizado como "Cráter 10, Raúl Gómez". Fue así que el 1 de agosto de 1969, tras una ardua tarea de desentierro, Cassidy logró finalmente hallar al responsable de dicho cráter: Un fragmento de meteorito de unos 37.000 kilogramos calculados, lo que lo ubicaba en el segundo puesto del ranking de los meteoritos más grandes extraídos de la Tierra, por detrás del Meteorito Hoba, hallado en Namibia.
Sin embargo, a pesar del anuncio y de la magnitud del hallazgo, se necesitó tiempo para iniciar los trabajos de extracción. Los mismos finalmente tuvieron lugar el 8 de julio de 1980, gracias a la intervención de la Armada Argentina, quiénes pusieron a disposición una grúa para retirar el pesado objeto ferroso. Actualmente, es uno de los principales atractivos de la Reserva Natural Campo del Cielo. Si bien, al momento de su extracción se declaró que el mismo pesaba 37.000 kilogramos, mediciones posteriores dieron inexplicablemente un peso final de 28.840 kilogramos. Este pesaje tuvo lugar en el año 2016 y fue resultado de una comparativa realizada tras el hallazgo y posterior extracción del Meteorito Gancedo.

## Intento de robo
El 21 de enero de 1991, personal de la Policía de la Provincia del Chaco detuvo a pocos kilómetros del límite interprovincial con Santiago del Estero, un convoy formado por un camión grúa, otro particular y un automóvil, quienes se desplazaban en actitud sospechosa. En efecto, se constató en el procedimiento que en dicho convoy, era trasladado sobre la grúa el Meteorito Chaco, el cual era llevado con el fin de sacarlo del país. En dicho operativo, fueron detenidas dos personas de origen estadounidense y un argentino, siendo ellos el reportero gráfico Jeffrey Smith, el coleccionista y traficante de meteoritos Robert Haag y Miguel Antonio Fernández, este último oriundo de la ciudad de Buenos Aires y que sirvió como guía para los miembros de la expedición. Se llevaron a cabo distintos procesos, en los cuales llegó a intervenir el cónsul general de la Embajada de los Estados Unidos en Argentina, para mediar por la libertad de sus conciudadanos. Finalmente y tras la restitución del Meteorito en su emplazamiento original, la causa terminó siendo archivada.
Este episodio, sin embargo, terminó por sentar un precedente en la Provincia del Chaco, dando inicio así a múltiples actividades para combatir el tráfico de meteoritos, teniendo en cuenta que varias piezas que fueron extraídas del territorio de Campo del Cielo, hoy son exhibidas en museos y edificios extranjeros.